# NGC 6604
NGC 6604 (również Collinder 373 lub OCL 56) – młoda gromada otwarta znajdująca się w gwiazdozbiorze Węża w odległości około 5,5 tys. lat świetlnych. Została odkryta 15 lipca 1784 roku przez Williama Herschela. Gromada ta jest powiązana z mgławicą Sharpless 2-54.
Gromada NGC 6604 stanowi najgęstszą część większej asocjacji złożonej z około stu jasnych, niebiesko-białych gwiazd. Gwiazdy te są źródłem potężnych wiatrów gwiazdowych oraz promieniowania, które kompresuje w zwartym obszarze materię niezbędną do produkcji kolejnych gwiazd. Proces ten jest przyspieszony poprzez gorące młode gwiazdy gromady. Ta kolejna generacja gwiazd już wkrótce zastąpi pierwszą starszą, gdyż młode, jasne i masywne gwiazdy bardzo szybko zużywają zapas paliwa jądrowego i żyją krótko choć intensywnie.
NGC 6604 jest interesująca również pod innym względem. Wypływa z niej dziwna kolumna gorącego, zjonizowanego gazu. Podobne kolumny gorącego gazu, przez które wypływa materia pochodząca z młodych gromad gwiazd odkryto także w innych rejonach Drogi Mlecznej oraz w innych galaktykach spiralnych. Jednak to właśnie NGC 6604 znajduje się na tyle blisko, by można było dokładnie zbadać to zjawisko. Kolumna gazu NGC 6604 (często określana jako „komin”) jest prostopadła do płaszczyzny galaktyki, a rozciąga się na odległość aż 650 lat świetlnych. Za wytworzenie tego komina są odpowiedzialne gorące gwiazdy NGC 6604, by jednak w pełni zrozumieć proces powstawania tej niezwykłej struktury konieczne są dalsze badania.
Jasne gwiazdy NGC 6604 są łatwo dostrzegalne już za pomocą nawet niewielkiego teleskopu.